# Владан Павловић
Владан Павловић (Сурдулица, 24. фебруара 1984) бивши је српски фудбалер. Висок је 183 центиметара, а играо је на позицији левог бека, или по потреби у везном реду.